# Водно-зелёный бульвар Единства и Согласия
Во́дно-зелёный бульва́р Еди́нства и Согла́сия (каз. Бірлік және Келісім сулы-жасыл бульвары) — бульвар в центральной части города Актобе, Казахстан, открытый к 140-летнему юбилею города.
Идея создания водно-зелёного бульвара между мечетью и православным собором принадлежит бывшему акиму области и города Елеусину Сагиндыкову. Строительство было начато летом 2009 года, на это было затрачено 894 млн тенге из средств бюджета.
Водно-зелёный бульвар в центральной части города возле 11-го и 12-го микрорайонов был официально открыт 10 сентября 2009 года при участии президента Казахстана Нурсултана Назарбаева. Годом ранее президенты Казахстана и России посетили открытие мечети Нур Гасыр и Свято-Никольского кафедрального собора, которые расположены по обеим сторонам бульвара. Такое расположение символизирует «духовное объединение мировых религий и толерантность в обществе». Закретдин Байдосов, по инициативе которого затем в честь Назарбаева был переименован парк им. Абая в Актобе, предложил дать бульвару имя президента Казахстана.
На территории бульвара площадью 64 тыс. м² расположены амфитеатр на 170 мест, цветомузыкальный фонтан «Чаша изобилия», мемориальный комплекс-ротонда, ансамбль «Шанырак».